# Asimov's Science Fiction
Asimov's Science Fiction is een toonaangevend Amerikaans sciencefiction-tijdschrift, waarin zowel SF als fantasy gepubliceerd wordt. Het wordt tien keer per jaar uitgegeven door Dell Magazines.
Asimov's Science Fiction startte in 1977 als Isaac Asimov's Science Fiction Magazine (ook IASFM). Joel Davis van Davis Publications benaderde de bekende schrijver Isaac Asimov om zijn naam te kunnen gebruiken voor een nieuw SF-tijdschrift, in de traditie van Ellery Queen's Mystery Magazine en Alfred Hitchcock's Mystery Magazine. Asimov wilde geen redactiewerk verrichten en werd hoofdredacteur. In deze rol schreef hij redactioneel commentaar en beantwoordde hij brieven van lezers tot aan zijn overlijden in 1992. George H. Scithers werd ingehuurd als eerste redacteur van het tijdschrift. Scithers had een conservatieve smaak en de fictie die hij publiceerde was traditioneel in het genre en niet erg avontuurlijk. Zijn opvolgers, Shawna McCarthy in 1983 en Gardner Dozois in 1986, haalden literaire invloeden van buiten het genre binnen en transformeerden zo het tijdschrift.
Het tijdschrift werd verkocht aan Bantam Doubleday Dell in januari 1992, enkele maanden voor Asimovs dood. De titel werd gewijzigd in Asimov's Science Fiction. 
Sheila Williams is redacteur sinds 2004.
De verhalen die in Asimov's zijn gepubliceerd hebben gezamenlijk tientallen Hugo en Nebula Awards gewonnen, naast vele andere prijzen. Het tijdschrift zelf won de Locus Award 14 jaar achter elkaar vanaf 1988 en de redacteurs wonnen gezamenlijk 18 Hugo's.